# Joshua Eustis
Joshua Eustis - ur. w 1977 amerykański muzyk zajmujący się muzyką elektroniczną.
W 1999 wraz z Charlesem Cooperem współzałożył nowoorleański duet Telefon Tel Aviv.
Od 2000 jego stałym remiks-partnerem jest Danny Lohner (Nine Inch Nails, Tapeworm, Puscifer i in.)). Współpraca zaowocowała m.in. remiksem utworu Nine Inch Nails Where Is Everybody? (obecnym na albumie NIN Things Falling Apart z 2000), utworów A Perfect Circle Judith, 3 Libras, Pet oraz Weak & Powerless, utworu Eminema The Way I Am i in.
W 2007 ukazała się płyta jednego ze wspólnych projektów, Black Light Burns, w skład którego oprócz Eustisa i Lohnera wchodzą też Wes Borland (Limp Bizkit) i Josh Freese (A Perfect Circle). W Black Light Burns oprócz gry na instrumentach klawiszowych Eustis zajmuje się też szeroko pojętym Sound Designem, inżynierią dźwięku i programowaniem.